# 维德马尔
维德马尔（德語：Wiedemar）是德国萨克森州的市镇，隶属于北萨克森县。总面积为95.55平方千米，截至2023年12月31日总人口为5,483人。